# Lata (miasto)
Lata – miasto w Wyspach Salomona; stolica Prowincji Temotu; na wyspie Nendo; 1982 mieszkańców (2009). Ośrodek turystyczny.